# شهرک صنعتی بزرگ شرق اصفهان
شهرک صنعتی بزرگ شرق اصفهان یا منطقه صنعتی سجزی روستایی در دهستان سیستان بخش سیستان شهرستان کوهپایه استان اصفهان ایران است.

## جمعیت
بر پایه سرشماری عمومی نفوس و مسکن در سال ۱۳۹۵ جمعیت این روستا ۱۲ نفر (۹خانوار) بوده‌است.